# Perlesta teaysia
Perlesta teaysia és una espècie d'insecte plecòpter pertanyent a la família dels pèrlids.

## Distribució geogràfica
Es troba a Nord-amèrica: Illinois, Indiana, Kentucky, Maryland, Ohio, Pennsilvània, Tennessee, Virgínia i Virgínia Occidental.